# اله واتا
اله واتا (به لاتین: Ellewatta) یک منطقهٔ مسکونی در سری‌لانکا است که در استان مرکزی (سری‌لانکا) واقع شده‌است.